# 2011 în informatică
- 2010 în informatică — 2011 în informatică — 2012 în informatică

2011 în informatică a însemnat o serie de evenimente noi notabile:

## Premiul Turing
- Judea Pearl

## Decese
- 5 octombrie: Steve Jobs, fondatorul Apple Inc.